# Liste des évêques d'Idah
Liste des évêques d'Idah
(Dioecesis Idahinus)
La préfecture apostolique nigériane d'Idah est créée le 26 septembre 1968 par détachement du diocèse de Lokoja.
Elle est érigée en évêché le 17 décembre 1977.

## Est préfet apostolique
- 4 octobre 1968-1977 : Léopold Grimard

## Puis sont évêques
- 17 décembre 1977-† 12 avril 2009 : Ephraïm Obot (Ephraïm Silas Obot)
- depuis le 1er juin 2009 : Anthony Adaji (Anthony Ademu Adaji)

## Sources
- L'ANNUAIRE PONTIFICAL, sur le site http://www.catholic-hierarchy.org, à la page